# バティール
バティール（Battir, アラビア語: بتير）は、エルサレムの南西、ベツレヘムの西6.4キロメートルに位置するヨルダン川西岸地区のパレスチナの町である。町は古代にはベタル（Betar）の名で知られ、ユダヤのローマに対する戦争であるバル・コクバの乱の最後の戦場となった。現在の町はヤッファ＝エルサレム線の鉄道路線沿いにあり、1949年からイスラエルによって占領された第三次中東戦争の時点まで、イスラエルとヨルダンの間のグリーンライン（1949年停戦ライン）上に位置していた。
また、バティールには2,000年にわたって使用されてきた伝統的な灌漑システムと段々畑が存在する。2011年のパレスチナのユネスコ加盟後、パレスチナはバティールの文化的景観の世界遺産リスト登録を目指し、「オリーブとワインの地パレスチナ - エルサレム地方南部バティールの文化的景観」の名称で2014年に登録を果たした。

## 地理
バティールはユダヤ山地を南西に走り、海岸平野まで続くワディ・エル＝ジュンディ（Wadi el-Jundi、「兵士の谷」の意）と呼ばれる谷の上の丘に位置し、ベツレヘムからは水平距離で北西へ6.4キロメートルの場所にある。1883年のパレスチナ探査基金（PEF）による西パレスチナの調査の記録では、天然の要害となっている村の様子について記述されている。家屋は岩の段丘の上に立ち、北側の岩の多い急斜面の下に谷が存在するために北からの防御には非常に強く、一方で南側は二つの渓谷の先端の間の細い首状の部分が丘と尾根の主要部をつないでいる。標高は海抜約760メートルである。バティールの夏は温暖な気候で、冬には時折弱い降雪がみられる。年間平均気温は摂氏16度である。

## 歴史

### 古代
古代にベタルの名で呼ばれていたバティールは、2世紀に存在していたユダヤ人の村と要塞であり、バル・コクバの乱の最後の戦場であった。現在のパレスチナの村は古代遺跡のヒルベト・エル＝ヤフド（Khirbet el-Yahud、アラビア語で「ユダヤ人の廃墟」を意味する）の北東に築かれており、そのヒルベト・エル＝ヤフドは、反乱指導者のバル・コクバが135年に戦死した、このローマに対するユダヤの第二次戦争の最後の拠点であったベタルとして比定されている。
現在の村に存在する段々畑は古代の要塞の城壁の線に沿って作られている。また、村にはタンナイムとして知られるモディイムのエレアザルの墓が存在するという伝承がある。さらに、バティールからはビザンツ時代後期かイスラム時代初期に製作されたとみられるモザイクが発見されている。

### オスマン帝国統治時代

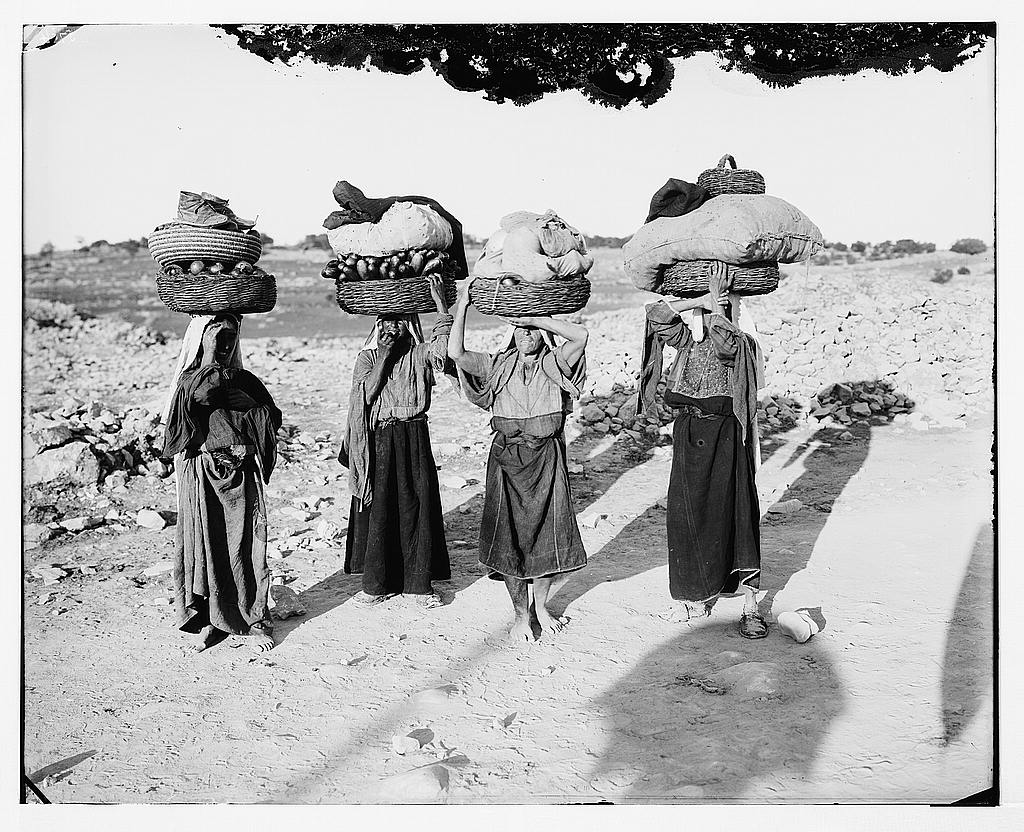
バティールの女性（1898年から1946年の間の撮影）

バティールは1596年にデフテルと呼ばれるオスマン帝国の税務記録に、クッズ（エルサレム）地区にあるナーヒヤー（いくつかの村か小さな町で構成される地方行政区分）として登場する。全員がムスリムで24世帯と2人の独身男性が居住し、税として小麦、夏作もしくは果樹、そしてヤギまたは養蜂箱を納めていた。納税額の合計は4,800アクチェ（オスマン帝国の銀貨であり通貨単位）で、歳入はすべてワクフとして納められた。1838年にはビティール（Bittir）の名でエルサレムの西に位置するベニ・ハサン地区のムスリムの村として記録されている。
1860年代にはフランスの探検家のヴィクトル・ゲランがこの地を訪れている。1870年頃のオスマン帝国の村落の一覧の記録では、家屋数が62で人口は239人となっているものの、人口の集計は男性のみとなっている。また、「モスクの中庭を流れる美しい泉」があったことが記録されている。1883年にまとめられたパレスチナ探査基金による西パレスチナの調査記録によれば、バティールは深い谷の険しい斜面にある中規模の村であると説明されている。1896年のバティールの人口は約750人と推定された。20世紀には開発によってエルサレムへの鉄道がバティールに沿って建設されたため、市場へのアクセスが容易になり、休養のために立ち寄る乗客からの収入も得られるようになった。

### イギリス委任統治領時代
イギリス委任統治当局によって実施された1922年のパレスチナ国勢調査では、バティールの人口は542人であり、全員がムスリムであった。1931年の国勢調査では172の家屋が存在し、人口は758人に増加した。人口の内訳はムスリムが755人、キリスト教徒が2人、ユダヤ人が1人であった。1945年の統計では、バティールの人口は1,050人で全員がムスリムであり、公式の土地と人口の調査によれば、土地面積の合計は8,028ドゥナムであった。このうち1,805ドゥナムは栽培樹木と灌漑可能な土地であり、2,287ドゥナムは穀物用の農地であった。また、73ドゥナムが市街地であった。

### ヨルダンによる占領と併合

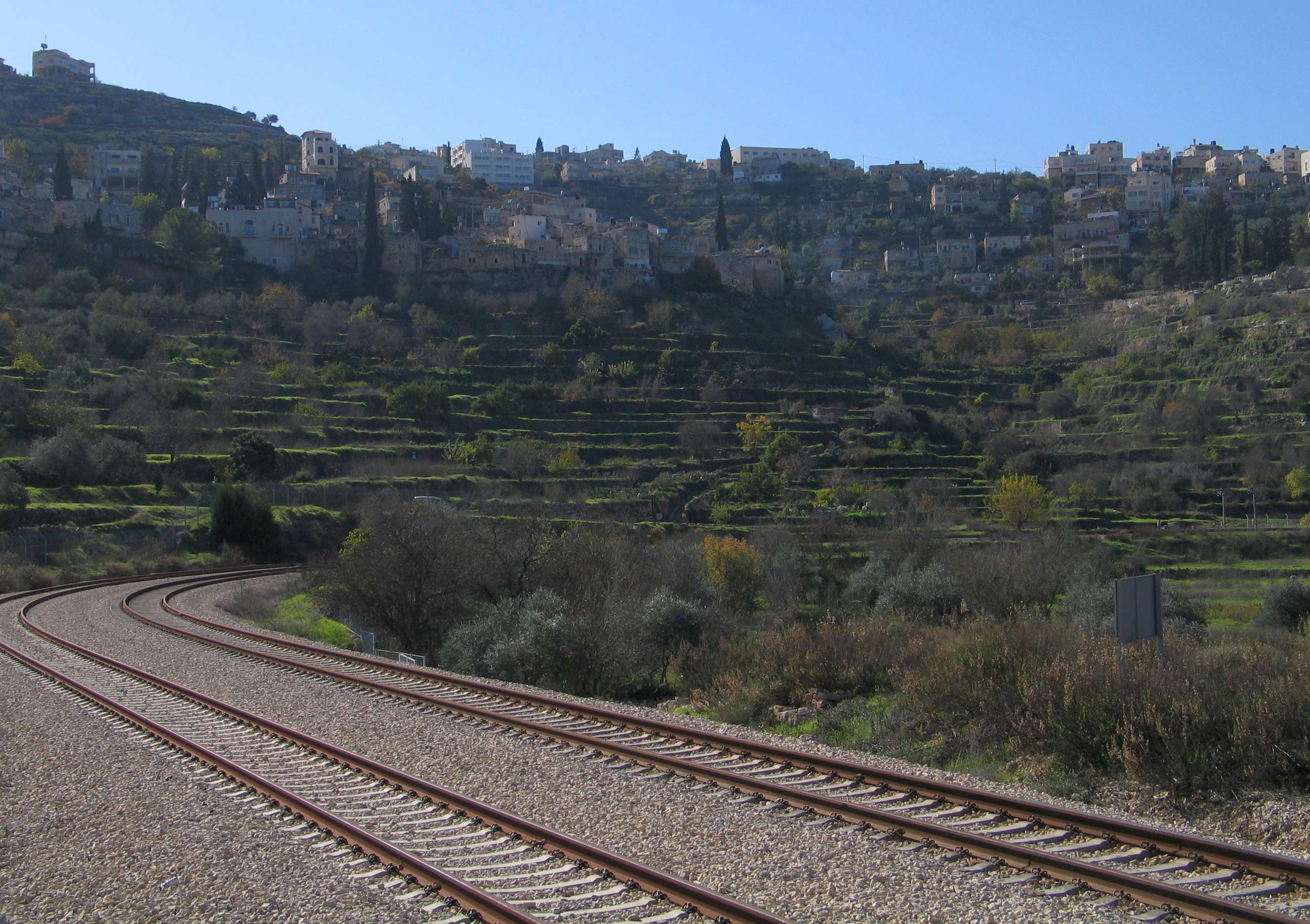
鉄道とバティールの街

1948年に発生した第一次中東戦争の間に村人のほとんどは村から脱出したものの、ムスタファ・ハッサンという人物を中心とした数人が村に留まった。夜には家の中でろうそくを灯し、朝には牛を放牧した。イスラエル人は村に近づいた際にバティールにはまだ人が住んでいると考え、村への攻撃を断念した。停戦ライン（グリーンライン）は鉄道路線の近くに引かれ、最終的にバティールはヨルダンとイスラエルの国境の東側わずか数メートルの距離に位置することになった。一方でバティールの土地の少なくとも30％が停戦ラインよりイスラエル側に残されたものの、村人は鉄道への損害を防止することを条件として村落を維持することを認められた。結果として、バティールの住人は、第三次中東戦争より以前にイスラエル側に入り、イスラエルの土地で働くことを公式に許可された唯一のパレスチナ人となった。
1961年のヨルダンの国勢調査では、バティールの人口は1,321人であった。

### イスラエルによる占領
1967年の第三次中東戦争の後、バティールはイスラエルの占領下に入った。同年の国勢調査によれば、バティールの人口は1,445人であった。

### パレスチナ自治政府による統治
1995年のオスロ合意IIの調印以来、バティールはパレスチナ自治政府（PNA）によって統治されている。また、バティールはPNAによって任命された9人の議員が運営する村議会によって管理されている。オスロ合意IIでは、バティールの土地の23.7％がエリアBとして定義され、残りの76.3％はエリアCとして定義された。2007年のバティールの人口は3,967人であった。また、2012年の人口は約4,500人と推定された。2017年のパレスチナ自治政府による国勢調査では、バティールの人口は4,696人であった。

## 考古学

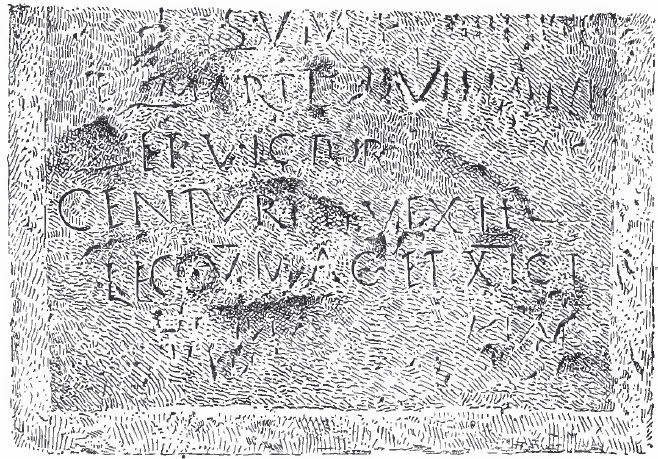
ローマ軍団の第5軍団と第11軍団についての言及があるバティールの近郊で発見されたローマの碑文

村の中心部には湧水が供給されている古いローマ式の浴場が存在する。考古学者のダヴィド・ウシシュキンは、この村の起源は鉄器時代にさかのぼり、バル・コクバの乱の時には、当初防御に適した丘の上にバル・コクバによって選抜された1,000人から2,000人の規模からなる村落があり、エルサレムとガザを結ぶ主要路に近接していたと述べている。ハドリアヌス帝の治世にバティールの包囲に参加したと推定されるローマ軍団の第5軍団マケドニカと第11軍団クラウディアの名が刻まれたローマの碑文が、村の天然温泉の一つの近くから発見されている。
なお、バル・コクバの乱の直後の時期に居住者がいた証拠は発見されていない。

## 姉妹都市
- イギリス - ルートン[32]

## 世界遺産

### 古代の灌漑システムと段々畑
バティールの段々畑には水門を介し、手動で水の流れを制御する独特な灌漑システムが存在する。この古代ローマ時代に築かれた流水網は現在も利用されており、2,000年にわたって7つの湧水から新鮮な水が供給されてきた。バティールの8つの主要な家族が村の作物に水を供給するために毎日交代で作業をしている。そのため、バティールには「1週間は7日間ではなく8日間続く」という言葉がある。
バティールは12世紀以来、パレスチナ中部における主要な野菜生産地の一つであった。灌漑された畑では、アーモンド、アンズ、イチジクなどの果樹や野菜が栽培され、灌漑されていない乾燥した場所ではオリーブとブドウの木が植えられている。村からより離れた場所の斜面では、イギリス委任統治領時代に植えられたトウヒとマツの樹木がみられ、現在では放棄された段々畑に植生が拡大している。また、段々畑内の特徴的な建築物として、さまざまな大きさと形状をした230あまりのマナティルと呼ばれる農地監視用の石組みの望楼がある。かつては裕福な地主に雇われていた農場労働者や、収穫期に一時的な家として居住していた人がいたものの、ほとんどは現在では使用されていない。
ユネスコの人類学者であるジョバンニ・ソンタナは、「完全な状態であるだけではなく、村の機能の一部として続いているこのような伝統的な農業形態が残る地域は、もし他に存在していたとしてもほとんど残っていない。」と述べている。

### イスラエルによる分離壁の建設計画
2007年にバティールは、2,000年にわたって利用され続けている灌漑システムを寸断するように設定されたイスラエル西岸地区の分離壁の計画ルートの変更を認めさせようとイスラエル国防省を訴えた。2005年に当初の分離壁のルートを承認したイスラエル自然・公園局（INPA）は、2013年に至って考えを改め、13ページからなる政策文書において、バティールの段々畑もイスラエルの遺産であり、そのルートがいくら狭い範囲のものであったとしても、分離壁が築かれた場合にはこの地域において数千年前に始められた農業形態であることが立証されているバティール周辺の農地の機能が不可逆的に損なわれるとして、慎重に保護されるべきであるという見解を示した。また、INPAは、パレスチナ自治政府がこの地域をユネスコが管理する世界遺産リストに登録するための緊急の要請を行ったこと（後述）にも留意した。イスラエルの政府機関が分離壁の一部の建設に反対の意思を表明したのはこれが初めてのことであった。INPAは文書の中で「この地域を世界遺産に指定するための隣人の奮闘は我々を恥ずべき立場に追い込んでいる。我々は景観を保護するために彼らと協力して取り組むべきである。」と記した。

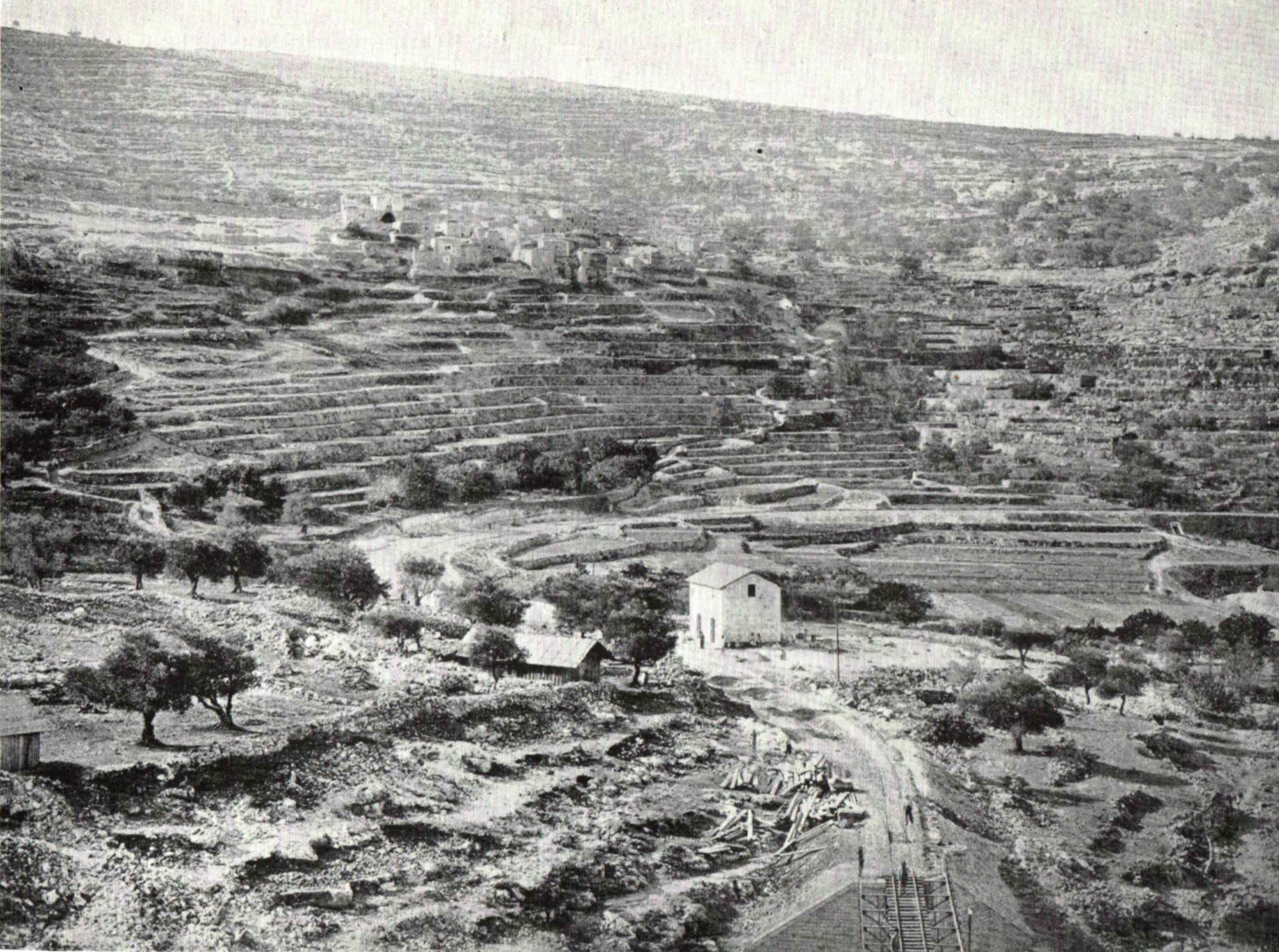
1893年のバティール

この意見が記された宣誓供述書は、分離壁がこの独特な農業システムを破壊すると主張する四つの専門家の意見のうちの一つであった。2013年5月上旬にイスラエル高等法院は、「バティールの領域内の分離壁のルートが取り消される、もしくは変更されるべきではないとする理由、また、分離壁の代替手段を再検討すべきではないとする理由」について国防省が説明しなければならないと命じた。これによって国防省は、2013年7月2日までにバティールを破壊しない境界線を確保するための新しい計画案を提出する必要に迫られた。一方で、分離壁の計画の変更によってユダヤ人入植地の拡大が妨げられることを懸念する旨の別個の請願が、バティールに近いユダヤ人の都市であるベイタル・イリットから提出された。
バティールの世界遺産リスト登録後の2015年1月4日、イスラエル高等法院はバティールの分離壁の建設を凍結する決定を下した。バティールの村長のアクラム・バディルは、パレスチナのマアン通信社に対し、裁判所の決定は「パレスチナ全体の勝利」であると語った。

### 世界遺産リスト登録への経緯

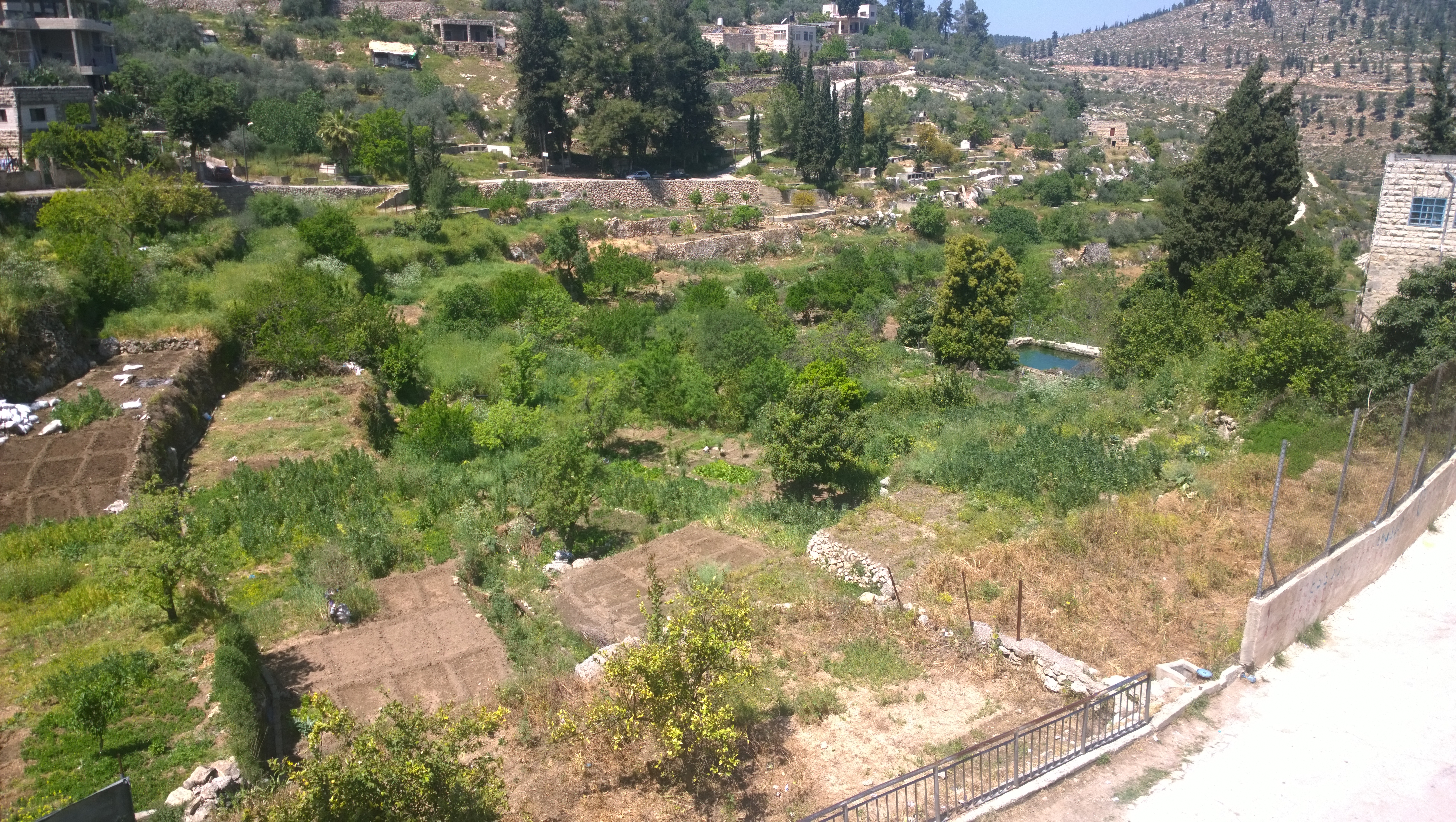
バティールの農地

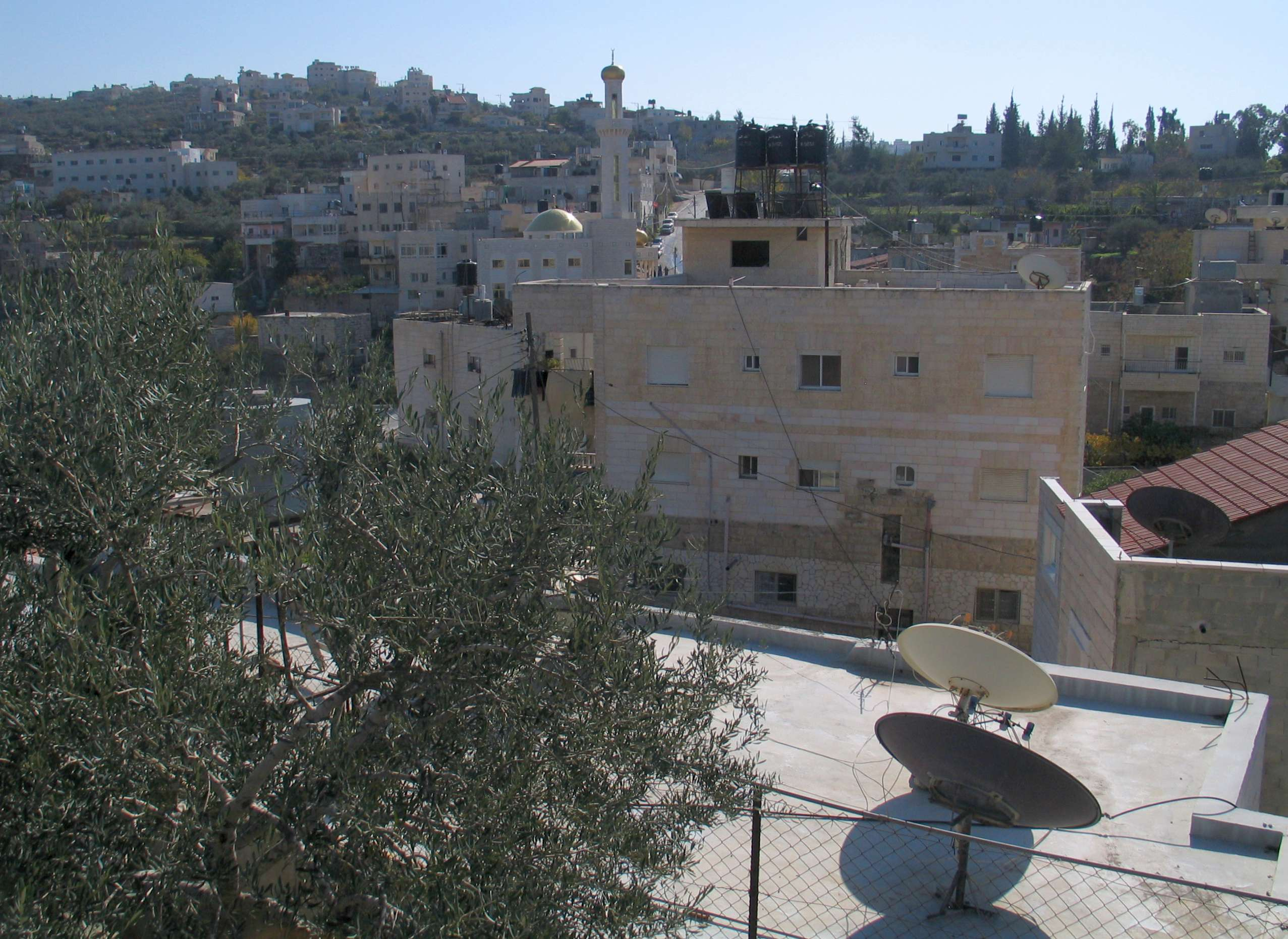
バティールの市街地

パレスチナは2011年10月31日のユネスコの総会において、アメリカやイスラエルなどが反対へ回るなか、採決における賛成多数（賛成107か国、反対14か国、棄権52か国）によって正式な加盟国として承認された。同年にユネスコは古代の段々畑と灌漑システムの「文化的景観の保護と管理」に対する顕彰として15,000ドルをバティールへ授与した。
翌2012年の5月にパレスチナ自治政府（PNA）はパリのユネスコ本部に代表団を派遣し、バティールを世界遺産リストに追加する可能性について協議した。PNAの観光副大臣であるハムダン・タハは、ユネスコは「パレスチナ人の遺産および人道的な遺産として維持される」ことを望んでおり、この歴史的な段々畑と灌漑システムに特に注意を払っていると語った。しかしながら、2012年の第36回世界遺産委員会においてバティールの登録を目指す動きは、パレスチナ内部での意見の相違と、計画と関心の問題によって行き詰まり、正式な推薦書類の提出が遅すぎたことから直前になって推薦を拒否されることになった。代わりにパレスチナの代表団は、ベツレヘムの降誕教会と巡礼路を緊急案件として世界遺産リストへ登録することを目指し、同世界遺産委員会において「イエス生誕の地 : ベツレヘムにある聖誕教会と巡礼路」が初のパレスチナの世界遺産として登録されることになった。
パレスチナはその後も世界遺産リスト登録への動きを継続し、2014年1月30日にバティールの文化的景観を推薦した。パレスチナは、イスラエルが計画を進めている分離壁の建設によってバティールの段々畑と灌漑システムが破壊される恐れがあるとして、通常の推薦手続きによらない緊急登録案件として推薦をした。しかしこの推薦に対し国際記念物遺跡会議（ICOMOS）は、世界遺産となるための要件である顕著な普遍的価値の他、緊急性も認められないとして「不登録」を勧告した。しかしながら、第38回世界遺産委員会においてパレスチナは本審議前の取り下げを行わずに審議に臨み、最終的に投票による賛成多数によって逆転での登録が認められた。また、危機遺産にも同時に登録された。

### 登録基準
この世界遺産は世界遺産登録基準のうち、以下の条件を満たし、登録された（以下の基準は世界遺産センター公表の登録基準からの翻訳、引用である）。
- (4) 人類の歴史上重要な時代を例証する建築様式、建築物群、技術の集積または景観の優れた例。
- (5) ある文化（または複数の文化）を代表する伝統的集落、あるいは陸上ないし海上利用の際立った例。もしくは特に不可逆的な変化の中で存続が危ぶまれている人と環境の関わりあいの際立った例。